# 泰波·拉斯蒂奥
泰波·拉斯蒂奥（芬蘭語：Teppo Rastio，1934年2月15日—2023年5月29日），芬兰男子冰球运动员，场上位置是前锋。他曾代表芬兰国家队参加1960年冬季奥林匹克运动会冰球比赛，获得第7名。